# Lozna, Banovići
Lozna je naselje v občini Banovići, Bosna in Hercegovina. 

## Deli naselja
Borik, Borovac, Brezik, Brijeg, Crkvine, Đurići, Gornjani, Gradina, Jasika, Kesten, Krčevina, Lozna, Pejanovići, Ravne, Rosići in Srednja Njiva. 

## Prebivalstvo
| Pregled števila prebivalcev po letih | Pregled števila prebivalcev po letih | Pregled števila prebivalcev po letih | Pregled števila prebivalcev po letih | Pregled števila prebivalcev po letih | Pregled števila prebivalcev po letih |
| ------------------------------------ | ------------------------------------ | ------------------------------------ | ------------------------------------ | ------------------------------------ | ------------------------------------ |
| 1948                                 | 1953                                 | 1961                                 | 1971                                 | 1981                                 | 1991                                 |
| -                                    | -                                    | -                                    | 1.201                                | 1.222                                | 1.246                                |

| Narodna sestava prebivalstva po letih                                                                                           | Narodna sestava prebivalstva po letih                                                                                            | Narodna sestava prebivalstva po letih                                                                                              |
| --- | --- | --- |
| 1971 | 1981 | 1991 |
| . skupaj: 1.201 Srbi 1.130 (94,08 %) Muslimani 66 (5,49 %) Hrvati 1 (0,08 %) Jugoslovani 0 (0,00 %) drugi in neznano 4 (0,33 %) | . skupaj: 1.222 Srbi 983 (80,44 %) Muslimani 150 (12,27 %) Hrvati 0 (0,00 %) Jugoslovani 83 (6,79 %) drugi in neznano 6 (0,49 %) | . skupaj: 1.246 Srbi 1.018 (81,70 %) Muslimani 192 (15,40 %) Hrvati 1 (0,08 %) Jugoslovani 7 (0,56 %) drugi in neznano 28 (2,24 %) |